# Trần Thiếu Bạch
Trần Thiếu Bạch (20 tháng 7 năm 1869 - 23 tháng 12 năm 1934) sinh Chan Siu-man, bính âm Thiếu Bạch, tên hiệu Kwai-shek, trước thường được gọi là Trần Văn Thiếu, khi hoạt động tại Quảng Đông và Nhật Bản có bí danh là Chen Bi, Hattori Jiro là một nhà tư sản, người hoạt động cách mạng sinh ra tại Tân Hội, Quảng Đông, Trung Quốc. Ông cũng là một phần của Tứ đại khấu, cùng với Tôn Dật Tiên, Dương Hạc Linh, Uông Liệt.

## Đầu đời
Trần được sinh ra trong một gia đình theo đạo Kito giáo, và vào học một trường tư khi ông lên sáu. Lúc ông còn nhỏ, ông đã học về kiến thức của phương Tây từ một cuốn sách được dịch bởi bác ông, Chan Mung-nam, một người thuyết giáo Kito. Năm 1888, Trần trở thành học sinh đầu tiên học ở Đại học Thiên chúa giáo ở Trung Quốc được thành lập bởi Andrew P. Happer. Ông gặp Âu Phương Chi, người giới thiệu ông với Tôn Trung Sơn, một sinh viên y khoa trường Đại học Dược Hồng Kông ở Trung Quốc. Trần và Sơn tham gia cách mạng như là lợi ích chung giữa họ.  

## Hoạt động cách mạng

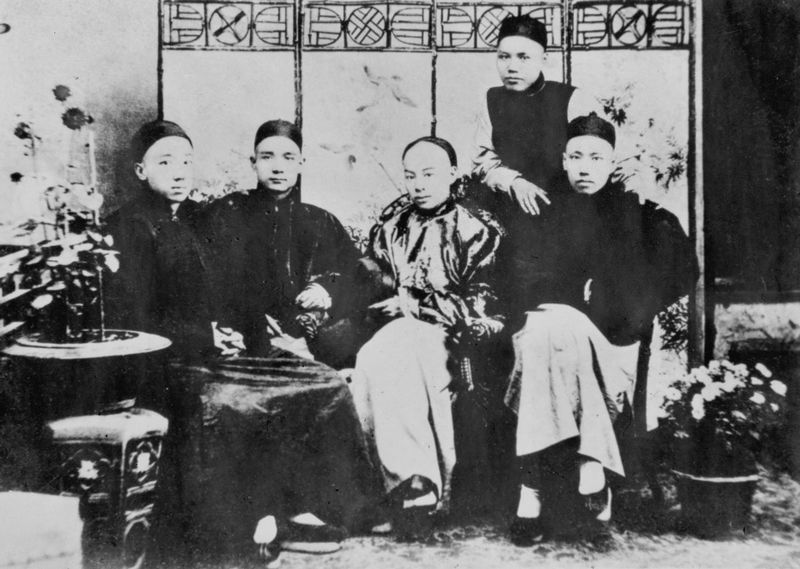
Trần Thiếu Bạch, người ngồi thứ hai từ phải sang, là một phần của Tứ đại khấu

Với gợi ý của Sơn, Trần đã chuyển sang học tại Đại học Y khoa Hồng Kông cho người Trung Quốc vào tháng 1 năm 1890. Tại Hồng Kông, Sơn đã giới thiệu ông với Uông Liệt và Dương Hạc Linh. Bốn người thường xuyên gặp nhau tại Yeung Yiu-kee, cửa hàng gia đình của Dương tại 24 phố Gough để bàn về một cuộc cách mạng lật đổ nhà Thanh, và được gọi là Tứ đại khấu. Khi Sơn bước đầu tham gia cách mạng, Trần bỏ học trường y để theo anh ta.
Năm 1895, Hưng Trung Hội ở Hồng Kông được thành lập bởi Sơn và Trần trở thành thành viên của hội. Trần và Sơn thành lập trụ sở của hội ở số 13 đường Staunton, miền Trung, Hồng Kông. Sau thất bại của cuộc nổi dậy  năm 1895, Trần trốn sang Yokohama, Nhật Bản cùng với Sơn và Cheng Sile-ung. Ông sẽ sống tại đây hai năm cho đến khi đến Đài Loan để thành lập Hưng Trung Hiệp Hội Trung Quốc.
Năm 1899, ông trở lại Trung Quốc để cải tổ Chung-wo Tong do Uông Liệt sáng lập trước đó. Năm 1900, ông thành lập Nhật báo Trung Quốc để truyền bá ý tưởng về cách mạng. Năm 1905, ông trở thành Chủ tịch của Trung Quốc Đồng minh Hội Hồng Kông. Theo lời giới thiệu của Trần Thiếu Bạch, Po-yin Chan gia nhập Trung Quốc Đồng minh Hội vào năm 1905 và đến Singapore vào năm 1906 để giúp Cho-Nam Chan (1884-1971) và Wing-Fook Cheung (1872-?). Khi bắt đầu Nhật báo Trung Quốc liên quan đến cuộc cách mạng, nó bị hủy vào năm 1910, có lẽ do cuộc cách mạng 1911. Làm việc với những người Quảng Đông khác, nhóm Singapore đã mở Nhà sách Kai Ming liên quan đến cách mạng (có nghĩa là trí tuệ mở). Đối với cuộc cách mạng, Po-yin Chan đã quyên góp được hơn 30.000 nhân dân tệ cho việc mua và vận chuyển (từ Singapore đến Trung Quốc) và để hỗ trị chi phí cho những người đi từ Singapore đến Trung Quốc vì cách mạng.
Khi Kwangtung (Trung Quốc Quốc dân Đảng) tuyên bố độc lập khỏi chính quyền nhà Thanh sau cuộc nổi dậy Vũ Xương vào tháng 10 năm 1911, Trần được chính phủ quân sự Trung Quốc Quốc dân Đảng bổ nhiệm làm Bộ trưởng Ngoại giao, cho đến khi Trung Hoa Dân Quốc được thành lập tại Nam Kinh vào ngày 1 tháng 1 năm 1912.

## Sau khi tham gia cách mạng
Sau khi từ chức, Trần thành lập Công ty Vận tải Yuethong và lấy lại một số bến tàu  tại Canton từ các công ty nước ngoài. Yuethong tồn tại đến năm 1919.
Khi Tôn Trung Sơn thành lập Chính phủ tại Canton vào năm 1921, Tứ đại phủ được chỉ định làm cố vấn của Sơn và Trần cũng là cố vấn tại trại căn cứ. Năm 1923, Chính phủ Canton buộc phải giải tán do cuộc nổi loạn của Trần Quýnh Minh và Trần trở lại để phát triển Sanwui. Ông qua đời tại Bắc Kinh vào ngày 23 tháng 12 năm 1934.